# Église Saint-Louis de Vichy
Pour les articles homonymes, voir Église Saint-Louis.
L'église Saint-Louis est une église située à Vichy, dans le département de l'Allier. Principal édifice catholique de la ville, sa construction fut financée par Napoléon III et elle fut ouverte au culte en 1865.

## Situation
L'église est située dans le centre de Vichy, au bout de la rue Clemenceau, la principale rue commerçante de la ville, sur laquelle ouvre son esplanade. Elle est bordée de chaque côté par les rues Sainte-Cécile (où se trouve le presbytère) et Sainte-Barbe et à l'arrière par l'avenue du Président-Doumer.

## Histoire
Le 4 juillet 1861, Napoléon III arrive à Vichy pour sa première cure. Le dimanche 7, il se rend à la messe dans la minuscule église Saint-Blaise où le curé Louis Dupeyrat lui réclame « un temple digne de Dieu ». Quelques semaines plus tard, un décret impérial daté du 27 juillet 1861 prévoit la construction d'une nouvelle église, d'un presbytère et d'un nouvel hôtel de ville.
La première pierre est posée le  21 décembre 1862 par le maire de la ville, Norbert Leroy, et l'architecte Jean Lefaure, architecte de l'État auprès de la Compagnie fermière de Vichy, sur un emplacement libre au bout de la principale rue commerçante, la rue de Nîmes (aujourd'hui rue Clemenceau). Elle est ouverte au culte sous le vocable de Saint-Louis le 2 juillet 1865 par Mgr de Dreux-Brézé, évêque de Moulins,  en l'absence de l'Empereur, qui n'est pas venu à Vichy cette année-là (« Qu'on livre sans délai l'édifice au culte », avait-il demandé). Saint-Louis a été choisi car Louis est le nom de baptême de l'empereur, de son père, Louis Bonaparte et de son fils, le prince impérial Louis-Napoléon Bonaparte. 
Les neuf vitraux du chœur représentent le Christ et les huit saints de la famille impériale : Napoléon, Eugène, Louis, Jean et Joseph (qui sont aussi les noms de baptême du prince impérial), Charles (prénom du fondateur de la dynastie, père de Napoléon), Hortense et Eugénie (prénoms de la mère et de l'épouse de Napoléon III). Le visage de saint Napoléon représente celui de Napoléon Ier. Les vitraux sont dus à Antoine Lusson, qui avait rénové les vitraux de la Sainte-Chapelle. L'intérieur de l'édifice est entièrement peint par Anatole Dauvergne dans un style byzantin.
Lors de son dernier séjour à Vichy en 1866, l'Empereur découvre l'église en assistant aux messes du 29 juillet avec de nombreux dignitaires et du 5 août avec le prince impérial.
En 1868, au décès de l'abbé Dupeyrat, Vichy est divisée en deux paroisses, Saint-Louis et Saint-Blaize. L'abbé, pourtant à l'initiative de la construction de Saint-Louis et curé de Saint-Blaise et Saint-Christophe, avait refusé d'abandonner ses anciennes églises et d'occuper le nouveau presbytère. 
En 1914, la peinture qui recouvrait l'intérieur de l'église, obscurcie au fil des ans, est entièrement décapée sauf quatre aigles à la croisée du transept. 
L'église s'est enrichie en août 1915 d'une toile marouflée d'Alphonse Osbert (1857-1939) intitulée À la gloire de saint Louis. Couramment appelée La Fresque d'Osbert, cette toile de 12 mètres de long pour 2 mètres de haut, a été peinte en cinq morceaux à Paris avant d'être collée au mur sous les vitraux de l'église. Elle représente en vingt-trois personnages la vie de saint Louis. 
Un  orgue Michel - Merklin & Kuhn à quatre claviers  est installé en 1943. Arrêté en 1986, il  sera remplacé par un orgue Aubertin à trois claviers, inauguré au début de l'année 1991.
Une nouvelle statue, Saint Louis juvénile, due au sculpteur cussétois Raymond Rivoire (1884-1966) est installée et bénie le 27 août 1944 par le nonce apostolique Valerio Valeri.

### Pendant la Seconde Guerre mondiale

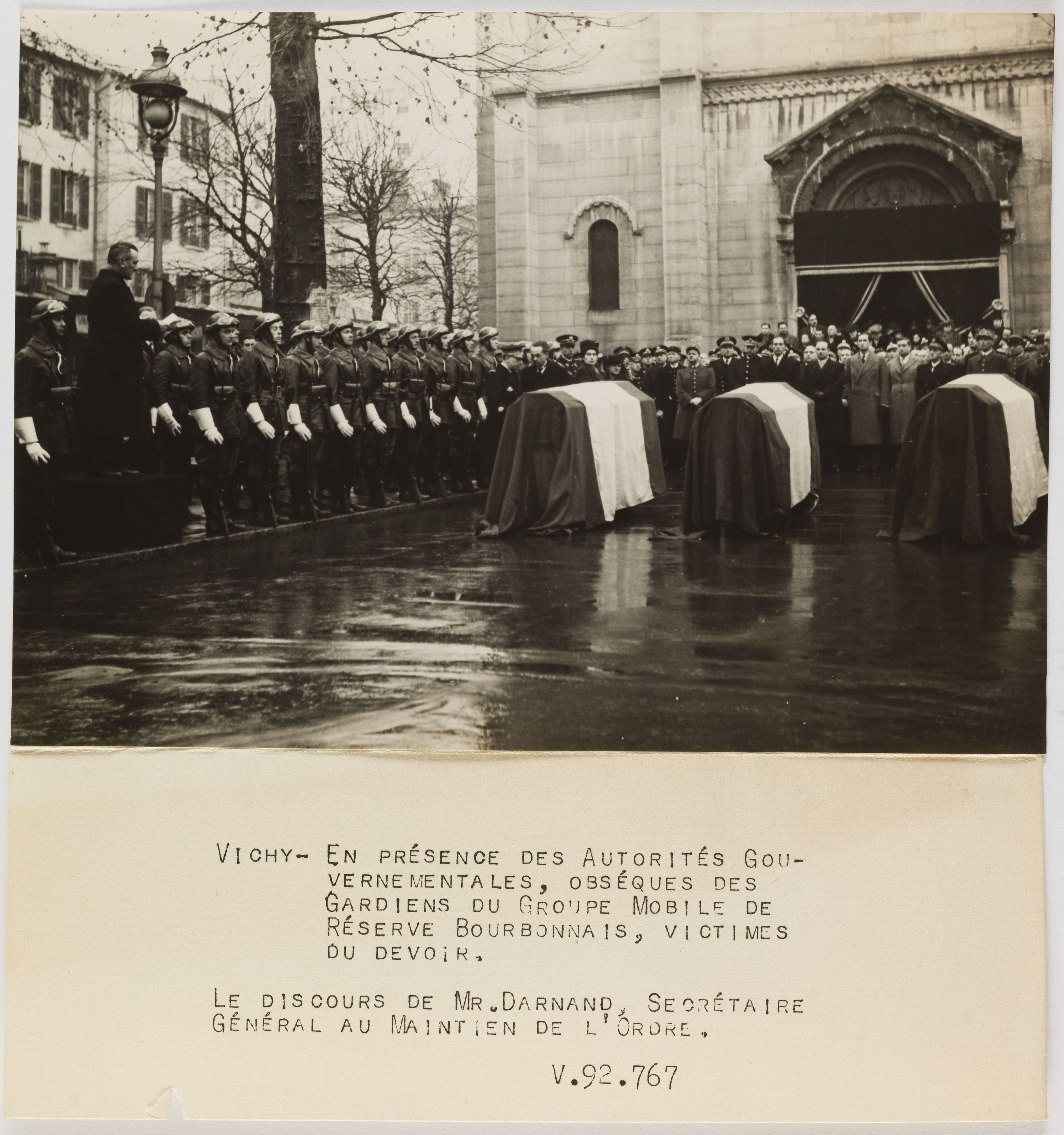
Discours de Joseph Darnand (secrétaire général au maintien de l'ordre) prononcé lors d'obsèques de gardiens du GMR « Bourbonnais » (parvis de l’église Saint-Louis de Vichy, le 2 février 1944).

Par la force des choses, l'église Saint-Louis devient à partir de juillet 1940 et l'installation du gouvernement à Vichy la « cathédrale de l'État français ». Ainsi le 14 juillet, le dimanche suivant le vote par le parlement des pleins pouvoirs au maréchal Pétain, celui-ci convie tout son gouvernement et le corps diplomatique à une messe en l'église Saint-Louis. Il fréquentera ensuite régulièrement l'église où se déroulent certaines manifestations nationales comme l'hommage aux marins tués à Mers-el-Kébir ou les obsèques nationales du général Huntziger en novembre 1941. 
Une plaque dans le chœur rappelle le souvenir du Révérend père Victor Dillard (1897-1945), un jésuite surnommé « l'homme le plus courageux de Vichy » par la liberté de ton de ses homélies et mort en déportation à Dachau le 12 janvier 1945.

### Rénovations dans les années 2010
En 2011 et 2012, les toitures de l'église ont été rénovées.
La ville a engagé, en 2013, des travaux de rénovation du parvis de l'église pour mettre en valeur le patrimoine. Les rues adjacentes (Sainte-Cécile et Sainte-Barbe) ont été rénovées et les toilettes souterraines ont été supprimées pour des raisons d'accessibilité. Le parvis, dorénavant accessible aux handicapés, est décoré d'arbres de type magnolias, d'arbustes et de plantes vivaces. Ce nouvel aménagement, inauguré le 20 septembre 2013, a coûté 1,37 million d'euros TTC.

## Architecture
L'église présente une facture assez classique avec des caractères à la fois néo-romans et néo-gothiques, quelquefois qualifié de « roman composite ». On peut ainsi retrouver un style roman bourguignon ou clunisien pour le narthex et les deux tours carrées et de roman auvergnat avec le pignon mosaïqué et quelques touches d'art gothique principalement avec la rosace en douze pétales. 
Le porche d'entrée est surmonté d'un tympan représentant le Christ entouré des quatre évangélistes ailés : à gauche, Matthieu en ange et Luc en bœuf et à droite, Jean en aigle et Marc en lion. Juste en dessous, sur le linteau, une phrase est gravée en latin : « À Dieu et à saint Louis,  l'empereur Napoléon III a pris soin de faire édifier à ses frais cette église. 1864. »
En 1949, pour faciliter la sortie des offices, deux petites portes latérales sont ajoutées de chaque côté de la porte principale.
Les portes d'entrée donnant sur les bras du transept sont surmontées de deux lions pour la porte nord et d'un agneau à la croix pour la porte sud.

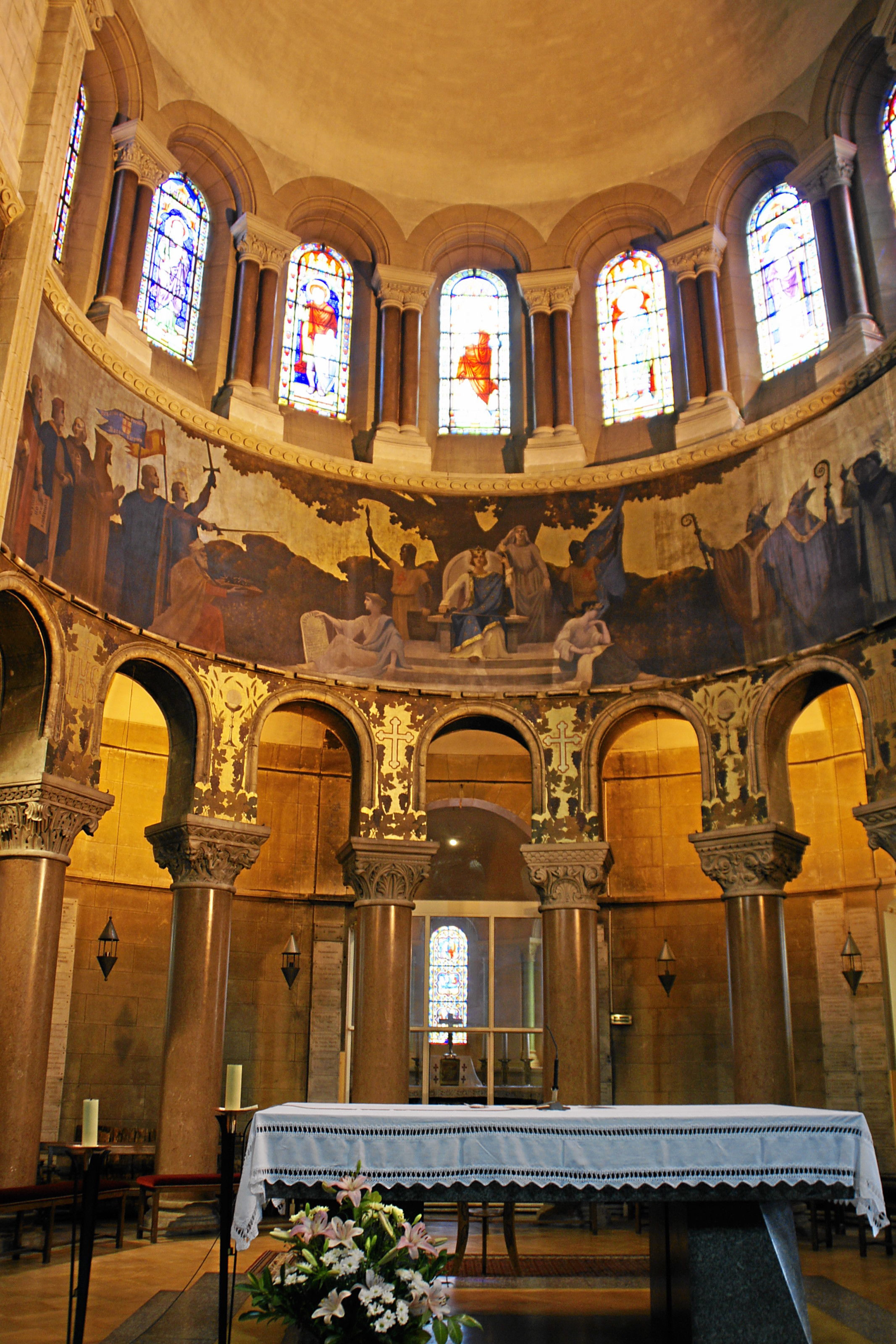
Le chœur avec la toile À la gloire de saint Louis placée sous les vitraux.
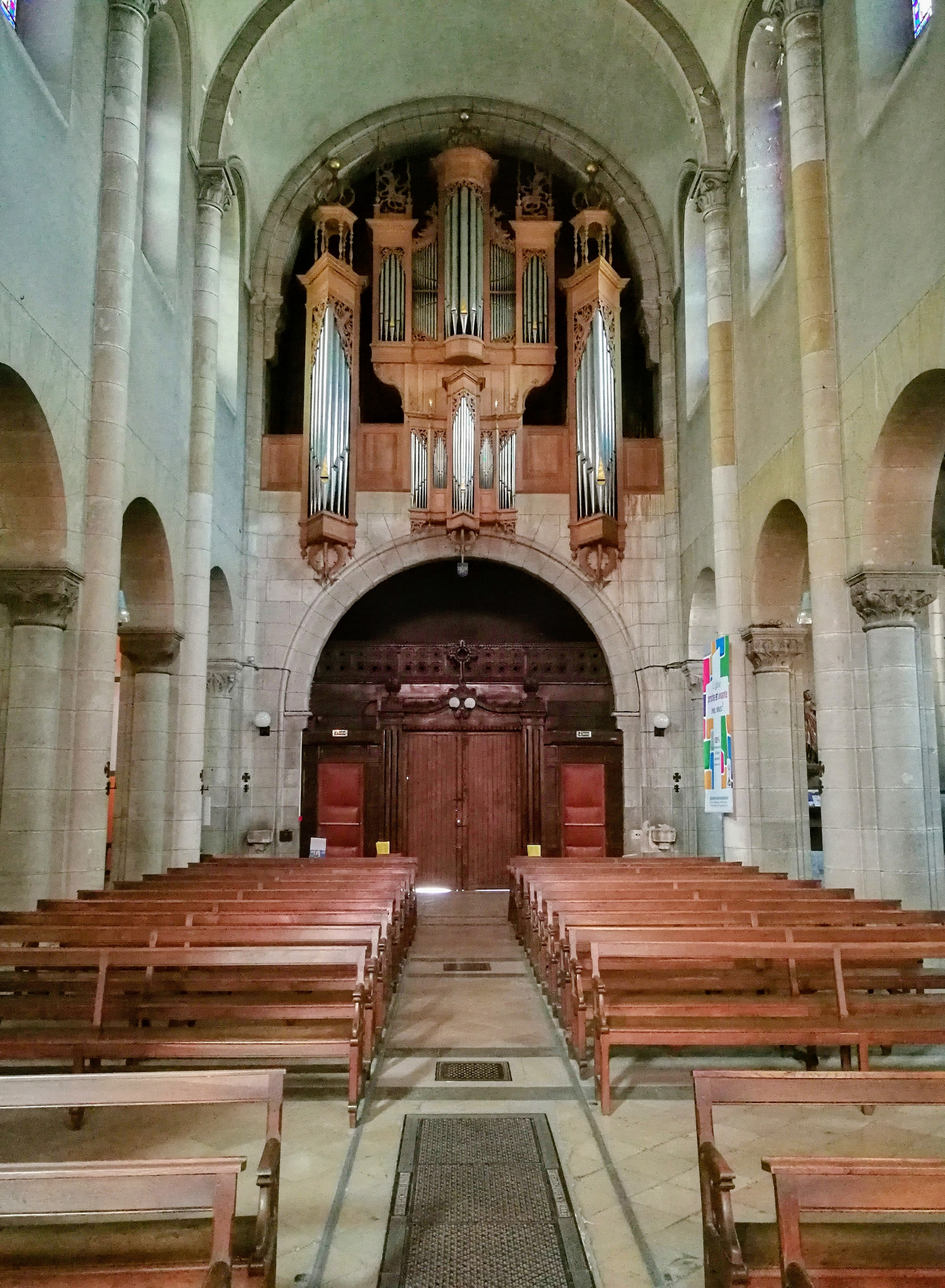
Intérieur avec vue sur l'orgue.
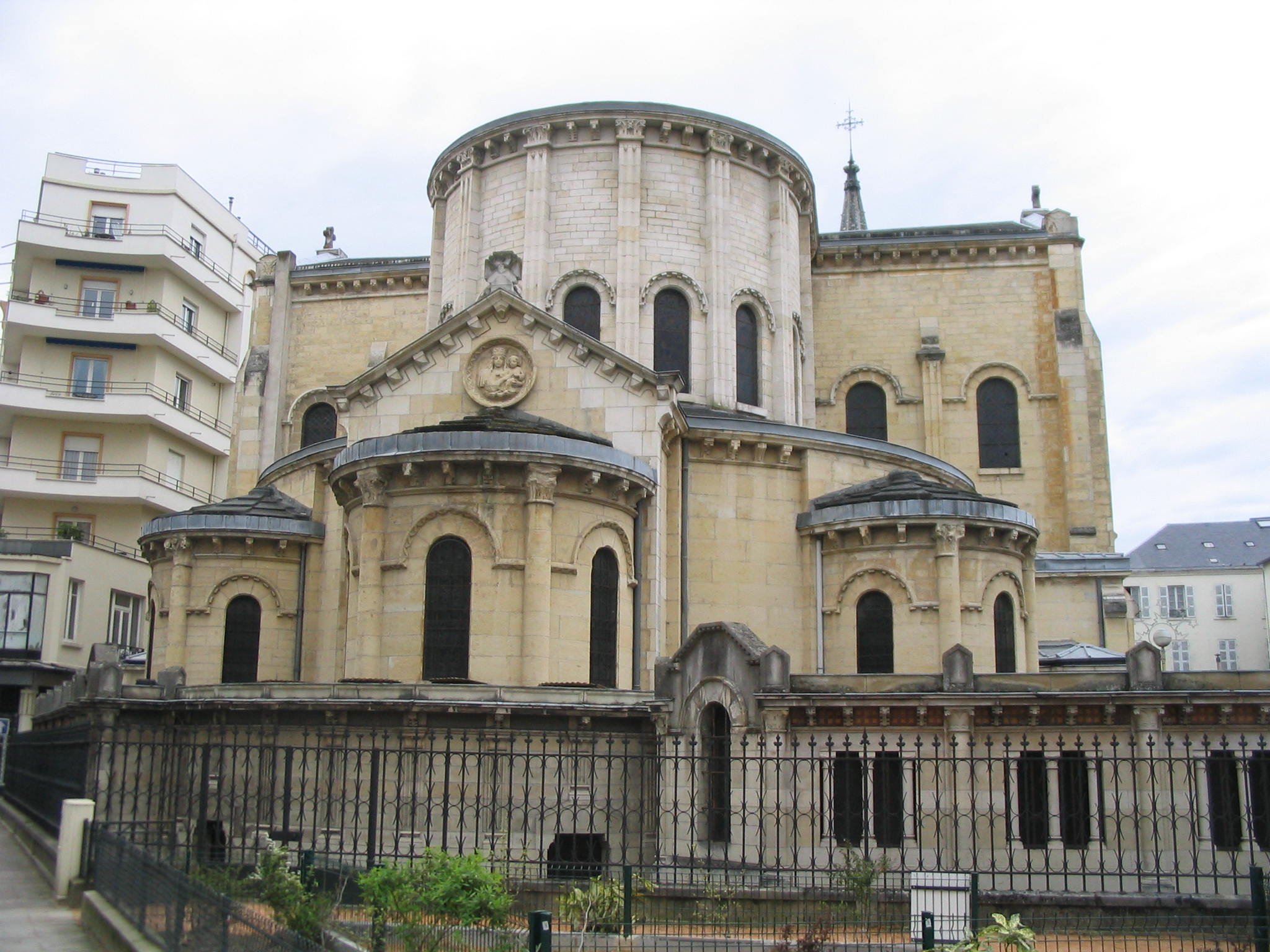
Arrière de l'église, côté avenue Président-Doumer.
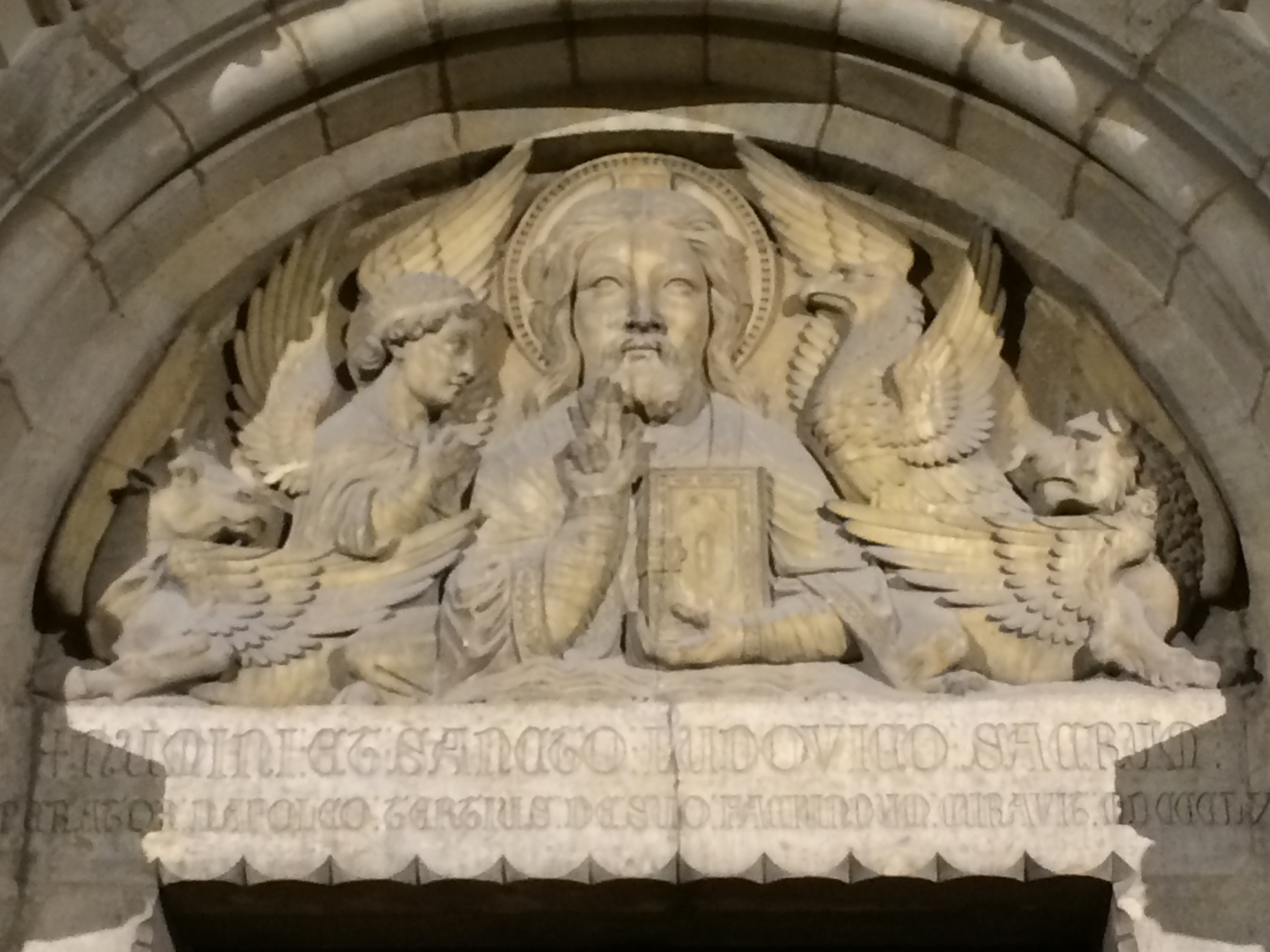
Le tympan avec le Christ entouré des quatre évangélistes ailés et symbolisés.

## Curés
- Depuis 2023 : Antoine Lam Tran
- 2015-2023 : François Guillaumin et Jean-François Diouf, curés in solidum[1].

En 2007, la paroisse Saint-Louis prend le nom de paroisse Notre-Dame des Sources, regroupant toutes les églises de Vichy — sauf celle de Jeanne d'Arc, rattachée à la paroisse de Cusset — et celles de huit communes de l'agglomération. 
- 2007-2015 : Jean-Paul Chantelot
- 2000-2007 : Michel Pierron (préalablement curé de Commentry)

En 2000, les paroisses de Saint-Blaise et Saint-Louis sont réunifiées sous le nom de paroisse de Saint-Louis. 
- 1984-2000 : Michel Mercier (nommé à Paris, puis curé de Montmarault depuis 2003)
- 1963-1984 : Émile (dit Milou) Legou (1919-1988)
- 1941-1963 : Léon Côte (1888-1966)
- 1938-1941 : Paul Chevrier (1886-1968), puis évêque de Cahors de 1941 à 1968
- 1933-1938 : Firmin Lamy (1888-1939), puis évêque de Langres de 1938 jusqu'à sa mort l'année suivante

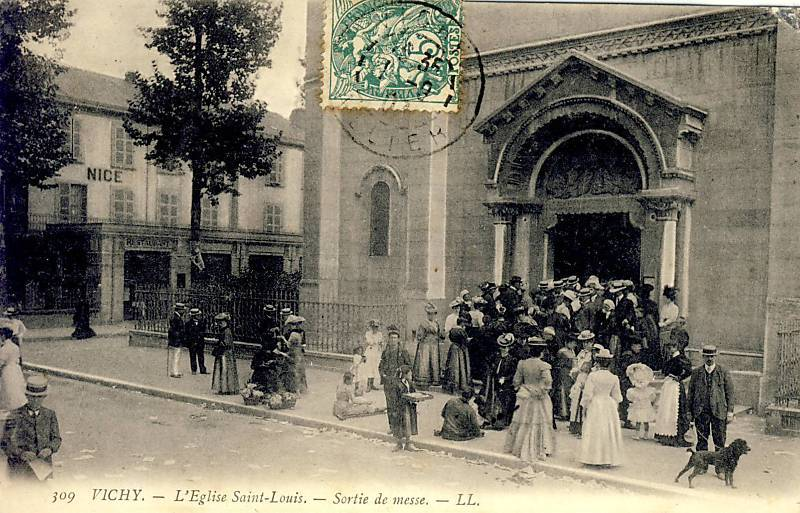
Sortie de messe entre 1905 et 1910.

- 1897-1933 : Eugène Goutet (1856-1933) préalablement curé de Bellerive (de 1886 à 1894) , il sera curé de Saint-Louis du 30 novembre 1897 jusqu'à son décès le 19 juillet 1933. En 1929, il est à l'initiative de la construction de l'église Jeanne d'Arc où il est inhumé. Son vicaire dans les années 1910 était Édouard Combeau[1] (1884-1974), le fondateur de la société de gymnastique de la JAV
- 1869 (23 février)-1897 (30 novembre) : Fernand Houssin (lazariste et 1er curé de l’église paroissiale après la création de deux paroisses distinctes à Vichy, la paroisse Saint-Louis et la paroisse Saint-Blaise)
- 1868 : Sylvain Huriez (vicaire)
- 1865 : Inauguration de l'église Saint-Louis

## Culte
Un chanoine de l'ICRSP assure la messe en latin, dans la forme traditionnelle de la liturgie romaine, chaque dimanche et deux autres  fois en semaine.